# Roche-et-Raucourt
Roche-et-Raucourt település Franciaországban, Haute-Saône megyében. Lakosainak száma 154 fő (2022. január 1.). Roche-et-Raucourt Francourt, Brotte-lès-Ray, Dampierre-sur-Salon, Fouvent-Saint-Andoche, Vaite és Volon községekkel határos.

## Népesség
A település népessége az elmúlt években az alábbi módon változott:
| Lakosok száma | 157  | 162  | 165  | 160  | 156  | 152  | 152  | 156  | 154  |
|               | 2013 | 2015 | 2016 | 2017 | 2018 | 2019 | 2020 | 2021 | 2022 |